# Pughs bästa
Pughs bästa är ett samlingsalbum av den svenske rockmusikern Pugh Rogefeldt, utgivet på skivbolaget Warner 2003.

## Låtlista
Där inte annat anges är låtarna skrivna av Pugh Rogefeldt.
1. "Bolla och rulla"
2. "Finns det lite stolthet kvar, finns det också hopp om bättring" ("Let's Make a Better World" (Earl King, Rogefeldt)
3. "Dinga linga Lena"
4. "Jag är en liten pojk" (Rogefeldt, Bernt Staf)
5. "Föräldralåten"
6. "Vandrar i ett regn"
7. "Nattmara"
8. "Bä bä vita lamm" (Alice Tegnér, Rogefeldt)
9. "Ångmaskinen" ("The Locomotion", Gerry Goffin, Carole King, Rogefeldt)
10. "Mamma håll ut" ("That's Alright Mama", Arthur Crudup, Rogefeldt)
11. "Jag sitter och gungar"
12. "Jag har en guldgruva"
13. "Slavsång" (Rogefeldt, Lasse Wellander)
14. "En ny rebell i byn"
15. "Hog Farm"
16. "Stockholm"
17. "Två lika är ett"
18. "Vår kommunale man" ("Vigilante Man", Woody Guthrie, Rogefeldt)
19. "Det är en lång väg från landet till stan"
20. "Hällregn" ("It's Gonna Stop Rainin' Soon", Jack Hall, Jimmy Hall, Rogefeldt)
21. "För mig finns bara good ol' rock 'n' roll" ("Reelin' and Rockin'", Chuck Berry, Rogefeldt)
22. "Små lätta moln"
23. "Silver-Lona"
24. "Långsamma timmar"  ("Seems Like a Long Time", Ted Anderson, Rogefeldt)
25. "Kärlekens träd"
26. "Cykelsemester"
27. "Aftonfalken" (Rogefeldt, Ulf Lundell)
28. "Här kommer natten"
29. "Surabaya Johnny" (Rogefeldt, Bertholt Brecht, övers. Anders Aleby)
30. "Livets källa"
31. "Fredagstango"
32. "Ingenting för ingenting"
33. "Snart kommer det en vind" (Ingemar Wallén, Rogefeldt)
34. "Välkommen hem"
35. "Bröllopsklockor"
36. "Storseglet"
37. "Gammeldags tro"

## Listplaceringar
| Lista (2003) | Topplacering |
| ------------ | ------------ |
| Sverige      | 4            |

### Fotnoter
1. 1 2  ”Pugh Rogefeldt”. Svensk mediedatabas. http://smdb.kb.se/catalog/search?q=pugh+rogefeldt&x=0&y=0. Läst 20 januari 2013.
2. ↑  Placeringar på den svenska albumlistan